# 湯泉神社

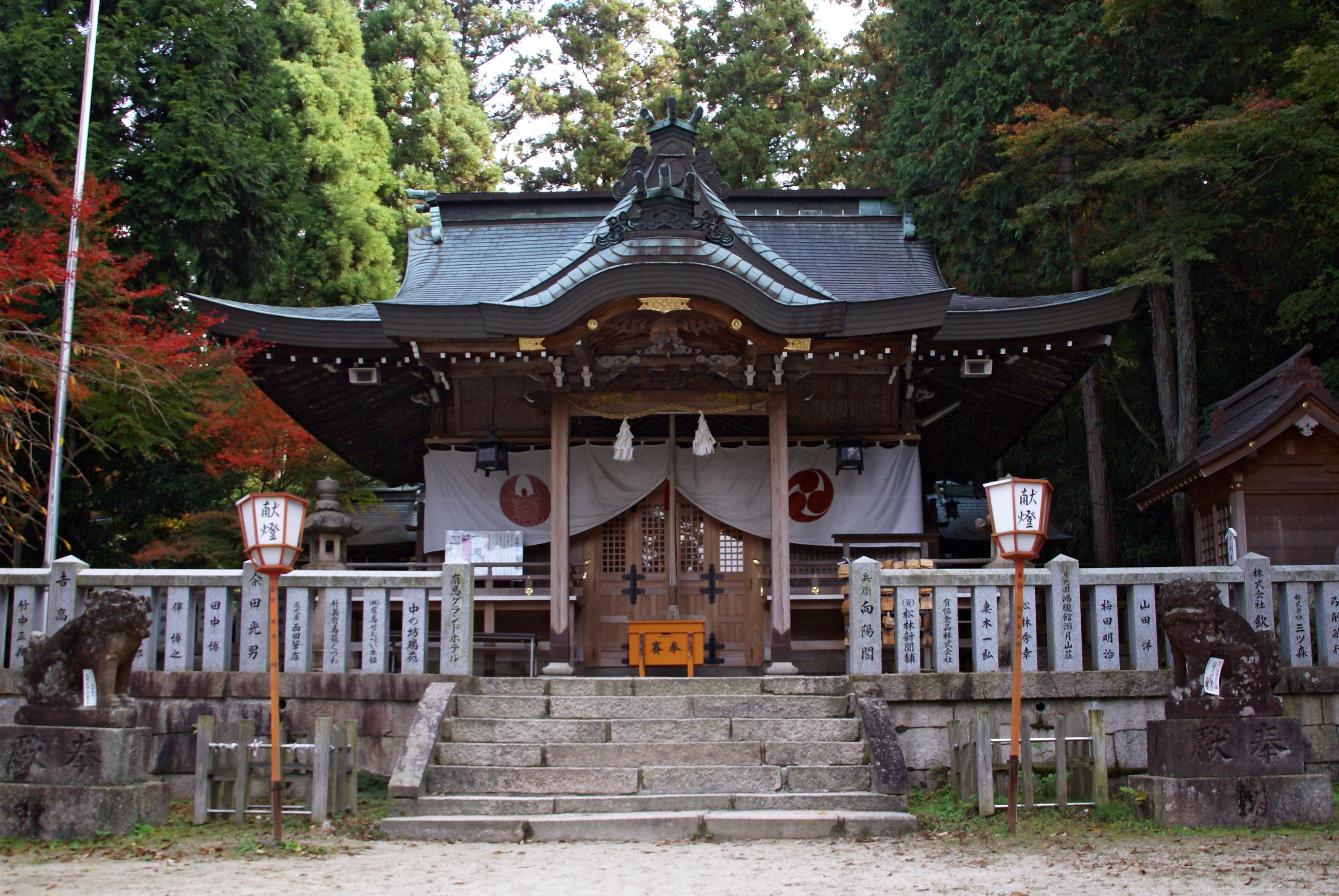
拝殿

湯泉神社（とうせんじんじゃ）は、兵庫県神戸市北区有馬町にある神社。「おんせんじんじゃ」と読まれることもあり、温泉神社とも表記される。式内大社で、旧社格は郷社。

## 歴史
大己貴命と少彦名命が赤い湯に浸かって脚の傷を癒していた三羽の烏をみて有馬温泉を発見したという故事により、この二柱の神を祭神として祀り、拝殿に三羽の鳥を彫刻する。そして建久2年（1191年）に始まる仁西上人による有馬温泉再興の時代より新たに奉られた熊野久須美命とともに「鎮護三神」と呼ばれる。
日本書紀に舒明天皇・孝徳天皇らの参拝が記録されていること、平安時代初期の延喜式神名帳492大社の一つに列せられていること等から、往時の格式の高さをうかがうことができる。
以前は愛宕山麓の温泉寺境内に御社殿（江戸時代中期・寛政10年（1798年）築）があったが、1885年（明治18年）に現在地である愛宕山中腹に移建された。また、郷社に列せられている。
温泉寺本堂前に、鳥居と社殿へ続く石段がある。

## 社名
温泉神社と書かれた資料もあり、読み方も「とうせんじんじゃ」「とうぜんじんじゃ」「ゆのじんじゃ」などの説があるが、「湯泉神社」と記し「とうせんじんじゃ」と発音することが現在一般的である。「延喜式」神名帳の摂津国有馬郡には・有間神社・公智神社と共に「湯泉神社（ゆのじんじゃ）」と記載されている。

## 祭神
- 主祭神 - 大己貴命、少彦名命、熊野久須美命（有馬温泉鎮護三神）

## 境内
- 本殿
- 拝殿
- 天津社
- 国津社
- 金刀比羅神社
- 胸形神社
- 子安堂
- 妙見堂
- 社務所

## 文化財

### 重要文化財
- 絹本著色熊野曼荼羅図

## 行事
- 1月2日 - 入初式
- 5月5日 - 鎮花祭
- 7月3日 - みこし渡御

## 交通アクセス
- 神戸電鉄 有馬温泉駅 徒歩10分
- 六甲有馬ロープウェー 有馬温泉駅 徒歩10分